# Deep Blood
Deep Blood es una película italiana de 1989 dirigida por Raffaele Donato y Joe D'Amato y escrita por George Nelson Ott. Fue editado por Kathlenn Stratton, y contenía música original de Carlo Maria Cordio. La película fue hecha en Italia por Filmirage junto a Variety Film.

## Sinopsis
Varios hombres intentan detener a un antiguo tiburón asesino que está atacando a una comunidad de playa.

## Reparto
- Frank Baroni
- Allen Cort
- Keith Kelsch
- James Camp
- Tody Bernand
- John K. Brune
- Margareth Hanks
- Van Jensen
- Don Perrin
- Claude File
- Charlie Brill
- Mitzi McCall

## Lanzamientos en video
Fue lanzado en DVD en 2009 en República Checa.
En 2021, Severin Films lanzó el film en los Estados Unidos en DVD y Blu-ray.